# 1-Tetradecanol
1-Tetradecanol, hay thường là rượu myristyl (được lất từ Myristica aromans – danh pháp của cây nhục đậu khấu), là một loại rượu béo bão hòa, có công thức hóa học C14H30O. 1-Tetradecanol là một chất rắn kết tinh màu trắng không hòa tan trong nước, hòa tan trong dietyl ete, và hòa tan ít trong etanol.

## Tổng hợp
1-Tetradecanol có thể được tổng hợp bởi hydro và axit myristic (hoặc este của nó); axit myristic có thể được tìm thấy trong nhục đậu khấu nhưng cũng có trong dầu hạt cọ và dầu dừa và chính từ những chất này là nguồn nguyên liệu chính để sản xuất 1-tetradecanol. Chất này cũng có thể được sản xuất từ nguyên liệu hóa dầu thông qua quy trình Ziegler hoặc hydroformyl hóa.
Cũng như các loại rượu béo khác, 1-tetradecanol được sử dụng như một thành phần trong mỹ phẩm như kem lạnh vì đặc tính làm mềm của nó. Chất này cũng được sử dụng như một chất trung gian trong quá trình tổng hợp hóa học của các sản phẩm khác như chất hoạt động bề mặt.